# Врончин (гміна Победзіська)
Врончин (пол. Wronczyn, нім. Krähwinkel) — село в Польщі, у гміні Победзиська Познанського повіту Великопольського воєводства.
Населення — 215 осіб (2011).
У 1975-1998 роках село належало до Познанського воєводства.

## Демографія
Демографічна структура станом на 31 березня 2011 року:
|          | Загалом | Допрацездатний вік | Працездатний вік | Постпрацездатний вік |
| -------- | ------- | ------------------ | ---------------- | -------------------- |
| Чоловіки | 117     | 26                 | 82               | 9                    |
| Жінки    | 98      | 25                 | 60               | 13                   |
| Разом    | 215     | 51                 | 142              | 22                   |